# 北海道道986号置戸訓子府北見線

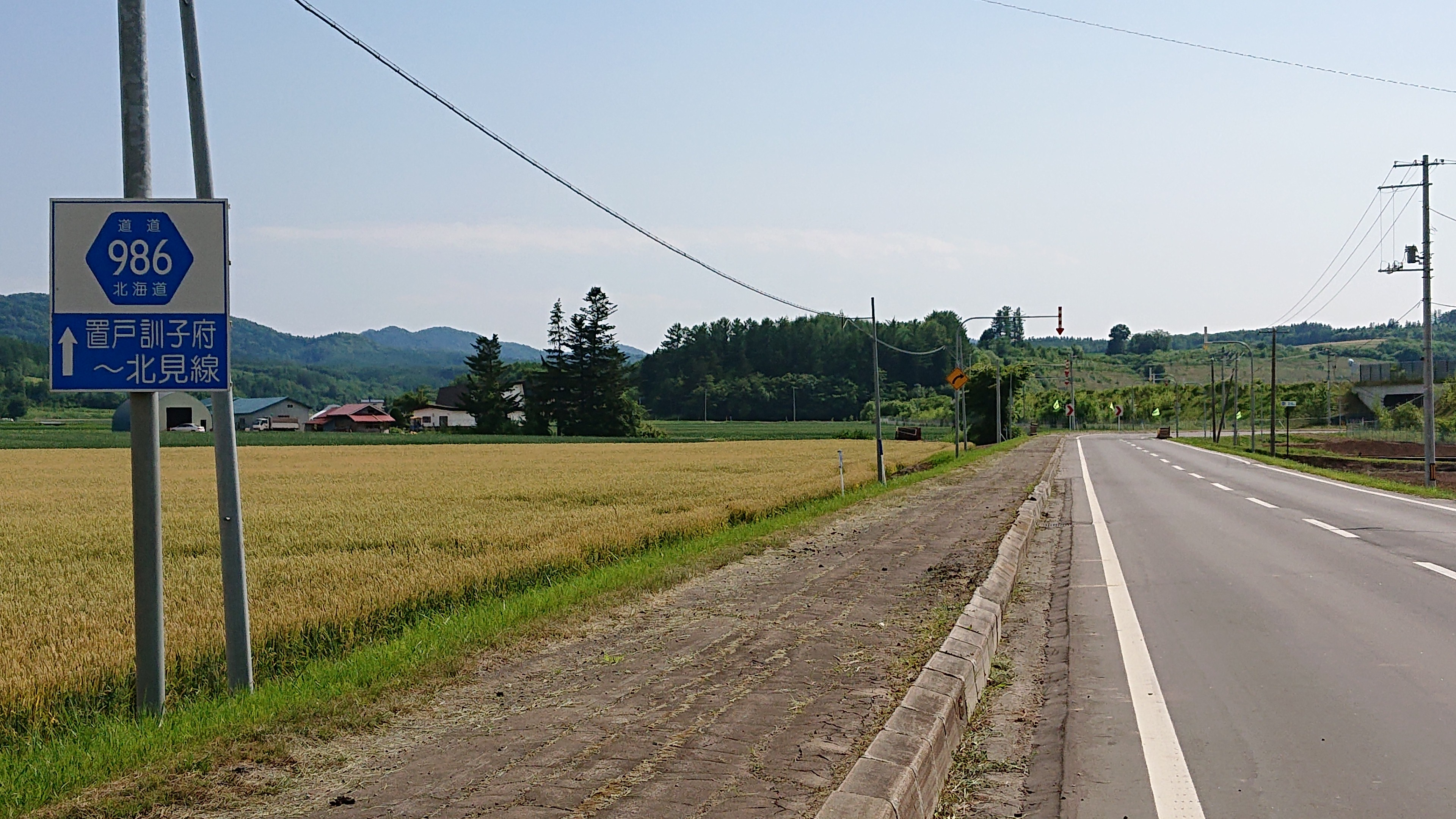
北海道道986号置戸訓子府北見線

北海道道986号置戸訓子府北見線（ほっかいどうどう986ごう おけとくんねっぷきたみせん）は、北海道常呂郡置戸町と北見市を結ぶ一般道道（北海道道）である。

## 概要

### 路線データ
- 起点：北海道常呂郡置戸町置戸（国道242号交点）
- 終点：北海道北見市上ところ（北海道道50号北見置戸線・北海道道495号上常呂停車場線交点）
- 路線延長：24.9 km

## 歴史
- 1980年（昭和55年）3月31日 路線認定[1]。

## 路線状況

### 重複区間
- 訓子府町大谷（北海道道494号訓子府津別線）

## 地理

### 通過する自治体
- オホーツク総合振興局
  - 常呂郡
    - 置戸町
    - 訓子府町

  - 北見市

### 交差する道路
置戸町
- 国道242号 - 置戸（起点）
- 北海道道1001号北光置戸線 - 置戸

訓子府町
- 北海道道143号北見白糠線 - 清住
- 北海道道494号訓子府津別線 - 大谷（重複）

北見市
- 北海道道50号北見置戸線 - 上ところ（終点）
- 北海道道495号上常呂停車場線 - 上ところ（終点）

### 沿線にある施設など
置戸町
- 置戸町立置戸小学校 - 置戸258-1
- 北見警察署置戸駐在所 - 字置戸9-1
- 置戸町南ヶ丘スキー場 - 字置戸284-52
- 置戸町営野球場 - 置戸256-8

訓子府町
- 訓子府町立居武士小学校 - 大谷5-2